# Poropuntius chonglingchungi
Poropuntius chonglingchungi е вид лъчеперка от семейство Шаранови (Cyprinidae). Видът е критично застрашен от изчезване.

## Разпространение
Видът е разпространен само в езерото Фуксиан в Юнан.